# Manandonit
Manandonit (IMA-Symbol Mnd) ist ein sehr selten vorkommendes Mineral aus der Mineralklasse der „Silikate und Germanate“ mit der chemischen Zusammensetzung Li2Al4[(OH)8|AlBSi2O10] und damit chemisch gesehen ein Lithium-Aluminium-Alumoborosilikat mit zusätzlichen Hydroxidionen. Strukturell gehört Manandonit zu den Schichtsilikaten (Phyllosilikaten).
Manandonit kristallisiert im triklinen Kristallsystem und entwickelt glimmerähnliche, durch Zwillingsbildung pseudohexagonale Täfelchen sowie fächerförmige, lamellare Mineral-Aggregate. Ebenfalls bekannt sind kugelförmige Aggregate bis etwa einen Millimeter Größe sowie krustige Überzüge.
In reiner Form ist Manandonit farblos und durchsichtig. Durch vielfache Lichtbrechung aufgrund von Gitterfehlern oder polykristalliner Ausbildung kann er aber auch durchscheinend weiß sein. Kugelförmige Aggregate erscheinen mitunter matt gelb. Seine Strichfarbe ist allerdings immer weiß. Wie die echten Glimmer zeigt auch Manandonit eine vollkommene Spaltbarkeit, wobei die Spaltflächen einen perlmuttähnlichen Glanz aufweisen.

## Etymologie und Geschichte
Entdeckt wurde Manandonit erstmals in den „Antandrokomby“-Pegmatiten im südlichen Teil des Pegmatitfeldes Sahatany im Manandona-Tal in der Region Vakinankaratra (ehemalige Provinz Antananarivo) auf Madagaskar. Die Erstbeschreibung erfolgte 1912 durch Alfred Lacroix, der das Mineral nach dem Fluss Manandona benannte.
Das Typmaterial des Minerals wird in der Mineralogischen Sammlung des Muséum national d’histoire naturelle (kurz: MHN-Paris oder Museum, Paris) unter den Sammlungs-Nr. 112.420, 125.121/2 ff aufbewahrt.

## Klassifikation
Bereits in der veralteten 8. Auflage der Mineralsystematik nach Strunz gehörte der Manandonit zur Mineralklasse der „Silikate und Germanate“ und dort zur Abteilung der „Schichtsilikate“, wo er zusammen mit Cookeit, Donbassit und Sudoit die Gruppe der „Dioktaedrische Chlorite“ mit der System-Nr. VIII/E.09a bildete.
Im zuletzt 2018 überarbeiteten und aktualisierten Lapis-Mineralienverzeichnis nach Stefan Weiß, das sich aus Rücksicht auf private Sammler und institutionelle Sammlungen noch nach dieser alten Form der Systematik von Karl Hugo Strunz richtet, erhielt das Mineral die System- und Mineral-Nr. VIII/H.23-100. In der „Lapis-Systematik“ entspricht dies ebenfalls der Abteilung „Schichtsilikate“, wo Manandonit zusammen mit Baileychlor, Borocookeit, Chamosit, Cookeit, Donbassit, Franklinfurnaceit, Gonyerit, Jadarit, Klinochlor, Nimit, Pennantit und Sudoit die „Chloritgruppe“ (VIII/H.23) bildet.
Die von der IMA zuletzt 2009 aktualisierte 9. Auflage der Strunz’schen Mineralsystematik ordnet den Manandonit ebenfalls in die Abteilung der „Schichtsilikate“ ein. Diese ist allerdings weiter unterteilt nach der Struktur der Schichten, so dass das Mineral entsprechend seinem Aufbau in der Unterabteilung „Schichtsilikate (Phyllosilikate) mit Kaolinitschichten, zusammengesetzt aus tetraedrischen und oktaedrischen Netzen“ zu finden ist, wo es zusammen mit Amesit, Antigorit, Berthierin, Brindleyit, Chrysotil, Cronstedtit, Fraipontit, Greenalith, Karyopilit, Kellyit, Lizardit, Népouit und Pecorait die „Serpentingruppe“ mit der System-Nr. 9.ED.15 bildet.
Auch die vorwiegend im englischen Sprachraum gebräuchliche Systematik der Minerale nach Dana ordnet den Manandonit in die Klasse der „Silikate und Germanate“ und dort in die Abteilung der „Schichtsilikatminerale“ ein. Hier ist er zusammen mit Amesit, Berthierin, Brindleyit, Cronstedtit, Fraipontit und Kellyit in der „Serpentingruppe (Amesit-Untergruppe)“ mit der System-Nr. 71.01.02c innerhalb der Unterabteilung „Schichtsilikate: Schichten von sechsgliedrigen Ringen mit 1:1-Lagen“ zu finden.

## Chemismus
In der idealen (theoretischen) Zusammensetzung von Manandonit (Li2Al4(Si2AlB)O10(OH)8) besteht das Mineral im Verhältnis aus je zwei Lithium- (Li), fünf Aluminium- (Al), zwei Silicium- (Si), einem Bor- (B), 18 Sauerstoff-(O) und acht Wasserstoffatomen (H).

## Kristallstruktur
Manandonit kristallisiert in der triklinen Raumgruppe C1 (Raumgruppen-Nr. 1, Stellung 2) mit den Gitterparametern a = 5,07 Å; b = 8,78 Å; c = 13,78 Å; α = 90,1°; β = 90,1° und γ = 90,0° sowie zwei Formeleinheiten pro Elementarzelle.
Wie bei allen Serpentinen besteht auch die Kristallstruktur von Manandonit aus separaten Schichten von miteinander verknüpften Tetraeder- und Oktaedernetzen parallel zur Ebene (a–b). Die Tetraedernetze bestehen aus hexagonalen Ringen, die über gemeinsame Ecken miteinander verbunden sind und mit 4-fach von Sauerstoff koordiniertem Silicium, Aluminium und Bor besetzt sind. Die Oktaedernetze sind über gemeinsame Kanten miteinander verbunden und mit 6-fach von Sauerstoff bzw. Hydroxidionen koordiniertem Lithium und Aluminium besetzt.
Zwischen den Tetraeder/Oktaeder-Schichten besteht nur eine schwache Wasserstoffbrückenbindung, was die vollkommene, glimmerähnliche Spaltbarkeit senkrecht zur c-Achse erklärt.
| Kristallstruktur von Manandonit |
| --- |
| - mit Blickrichtung parallel zur a-Achse - mit Blickrichtung parallel zur b-Achse - mit Blickrichtung parallel zur c-Achse - mit Blickrichtung parallel zur c-Achse - Größerer Ausschnitt der Kristallstruktur als Polyeder-Modell |
| Farblegende: 0 _ Li 0 _ Al 0 _ Si 0 _ B 0 _ O 0 _ H |

## Bildung und Fundorte

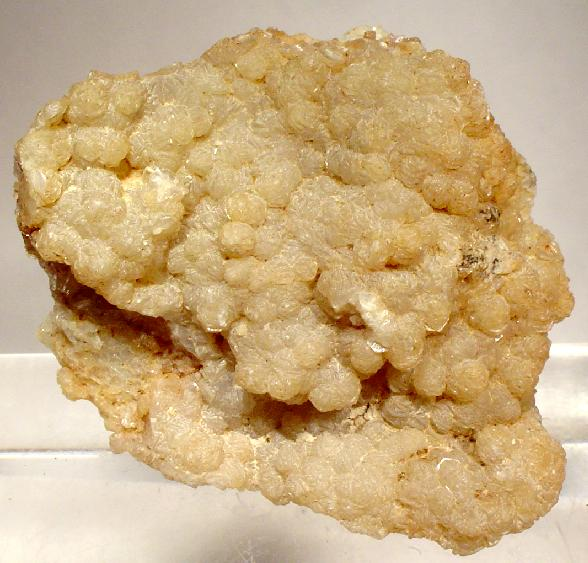
Manandonit aus dem Sahatany-Pegmatitfeld im Manandonatal, Vakinankaratra, Madagaskar

Manandonit bildet sich in miarolitischen Hohlräumen von verwitterten, differenzierten quarz-, mikroklin- und turmalin-haltigen Pegmatiten. Als Begleitmineral kann neben den bereits genannten und speziell dem Turmalinmineral Elbait bzw. dessen Varietät Rubellit unter anderem noch Albit auftreten.
Seine Typlokalität, die „Antandrokomby“-Pegmatite im Manandona-Tal, gilt auch als Typlokalität für die ebenfalls sehr seltenen Minerale Hydrokenopyrochlor und Londonit.
Auf Madagaskar trat Manandonit außer an seiner Typlokalität nur noch in den Pegmatiten von Manjaka im Sahatany-Tal in Vakinankaratra auf. Ein weiterer publizierter Fundort in einem Dumortierit-Vorkommen südwestlich von Quartzsite im La Paz County des US-Bundesstaates Arizona stellte sich nachfolgend als falsch heraus.